# Вірус сказу
Вірус сказу (англ. Rabies virus; лат. Rabies virus) — нейротропний вірус, збудник сказу у людини і тварин. Передача вірусу відбувається через слину тварин, найчастіше під час укусу.
Вірус сказу має циліндричну форму і є типовим видом роду Lyssavirus родини Rhabdoviridae. Ці віруси покриті оболонкою і мають одноланцюжкову РНК у геномі. Генетична інформація представлена у вигляді рибонуклеопротеїнового комплексу, в якому РНК тісно пов'язана з нуклеопротеїном. РНК-геном вірусу кодує п'ять генів, порядок яких є дуже консервативним. Ці гени кодують нуклеопротеїни (N), фосфопротеїни (Р), матрицю білка (М), глікопротеїн (G) і вірусну РНК-полімеразу (L) . Повні послідовності генома в межах від 11615 до 11966 нуклеотидів завдовжки .
Всі транскрипції і реплікації подій відбуваються в цитоплазмі всередині тілець Негрі (названі на честь Аделькі Негрі ). Діаметр тілець становить 2-10 мкм, вони утворюються тільки при сказі, і, такою мірою, використані як гістологічний доказ існування такої хвороби.